# Aleksy Tralle
Aleksy Tralle (ur. 21 kwietnia 1958 w Mińsku) – polski matematyk, profesor zwyczajny na Wydziale Matematyki i Informatyki Uniwersytetu Warmińsko-Mazurskiego w Olsztynie.
Specjalizuje się w geometrii różniczkowej. Jego publikacje dotyczą własności topologicznych rozmaitości ze strukturami geometrycznymi (symplektyczną, kontaktową, Sasakiego) oraz przestrzeni jednorodnych i dyskretnych podgrup grup Liego.

## Publikacje
- Monografia „Symplectic Manifolds with no Kaehler Structure”, Springer, Berlin, 1997 (wsp. z Johnem Oprea).

## Wyróżnienia
Laureat nagrody naukowej III Wydziału PAN (1992) i Nagrody Ministra Edukacji Narodowej (1998). Odznaczony Srebrnym Krzyżem Zasługi (2004) i medalem KEN (2015).